# Champis

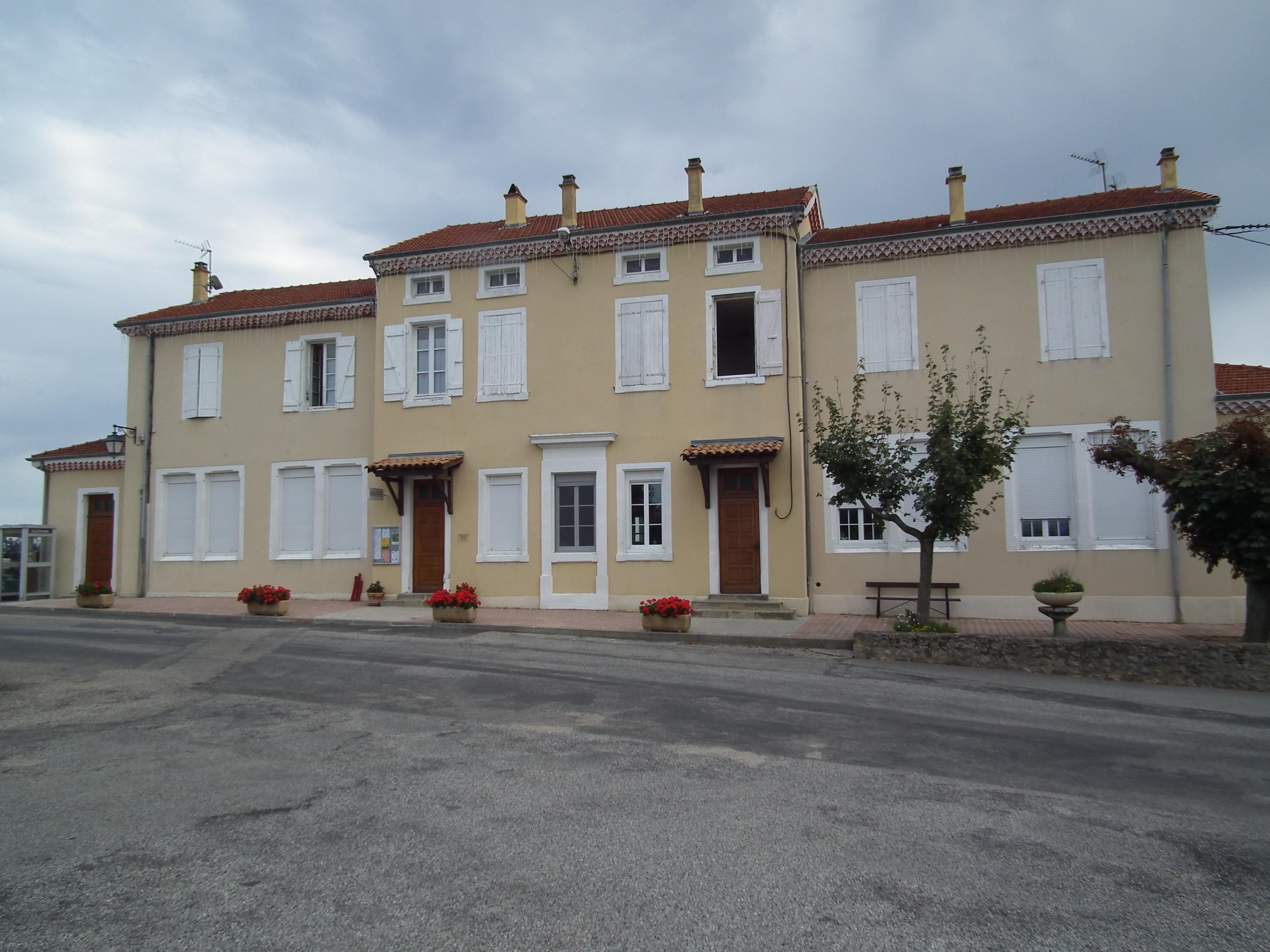
Ratusz (2011)

Champis – miejscowość i gmina we Francji, w regionie Owernia-Rodan-Alpy, w departamencie Ardèche.
Według danych na rok 1990 gminę zamieszkiwało 407 osób, a gęstość zaludnienia wynosiła 25 osób/km² (wśród 2880 gmin regionu Rodan-Alpy Champis plasuje się na 1228. miejscu pod względem liczby ludności, natomiast pod względem powierzchni na miejscu 694.).